# Шведская церковь Святого Михаила (Таллин)
Шведская церковь Святого Михаила (эст. Rootsi-Mihkli kirik, нем. St. Michaelis-Kirche, Die Siechen-Kirche, швед. Svenska S:t Mikaelskyrkan) — церковь в историческом центре Таллина, улица Рюйтли, д. 9. Памятник истории и архитектуры. В настоящее время принадлежит лютеранскому приходу, входящему в ЭЕЛЦ.

## История
В начале XVI века на территории, освободившейся от бывшего пастората церкви Нигулисте, было построено больничное здание. Крыша здания загорелась от бомбы во время Ливонской войны, однако ущерб был невелик. В конце XVII века к северу от больницы было построено двойное здание, так называемый прядильный дом, на втором этаже которого, а также на чердаке больницы была открыта прядильная мастерская. После Северной войны большой зал больницы вместе с вестибюлем и некоторыми другими помещениями был передан шведской общине Святого Михаила, и с 1733 года использовался как церковь. Некоторые помещения были оставлены для размещения больных. В 1770 году прядильный дом сгорел вместе с чердаком церкви. После пожара были восстановлены потолки и конструкция крыши второго этажа северной пристройки. К этому же периоду, вероятно, относится пышная роспись на потолке вестибюля. В 1830 году состоялся капитальный ремонт здания. Церковь действовала в бывшей больнице до конца Второй мировой войны. В 1949 году были полностью заменены несущие и перекрывающие конструкции крыши, во флигеле построены душевые, а церковь переоборудована в спортивный зал.
После визита в 1992 году в Эстонию короля Швеции здание вновь передали приходу, который был восстановлен в 1990 году. В начале 2000-х годов завершилась реновация здания. В 2002 году церковь была освящена.
При инспектировании 10 марта 2016 года состояние здания было признано удовлетворительным.